# Callistethus porcatus
Callistethus porcatus är en skalbaggsart som beskrevs av Blanchard 1851. Callistethus porcatus ingår i släktet Callistethus och familjen Rutelidae. Inga underarter finns listade.